# 천주교 가오슝 교구
천주교 가오슝 교구(중국어: 天主教高雄教區, 라틴어: Dioecesis Kaohsiungensis)는 타이완의 로마 가톨릭교회 교구이다.
타이완 섬에 세워진 최초의 가톨릭 교구이다. 1913년 포르모사 섬 지목구가 설정된 것이 그 기원으로, 1949년 가오슝 지목구로 명칭이 바뀌었다. 1961년 지목구에서 교구로 승격됨과 동시에 타이베이 관구에 속한 교구가 되었다.
아울로 까오슝교구장은 일반 대주교(주교직)가 임명된다

## 역대 교구장
1. 클레멘테 페르난데즈 신부 (1913 - 1921)초대 지목구장
2. 토마스 드 라 호즈 신부 (1921 - 1935) 2대 지목구장
3. 사토와키 아사지로(요셉)신부 (1941 - 1946) 3대 지목구장
4. 아레기 이파라기레(요셉) 신부 (1948-1961) 4대 지목구장
5. 정톈샹(요셉) 대주교(1961년 3월 21일 - 1990년 8월 19일) 초대 교구장
6. 산궈시(바오로) 추기경 (1991년 5월 4일 - 2006년 1월 5일)
7. 류젠종(베드로) 대주교 (2006년 1월 5일 - )

## 같이 보기
- 대만의 로마 가톨릭교회